# Gentiana hirsuta
Gentiana hirsuta är en gentianaväxtart som beskrevs av Yu Chuan Ma, Amp; E.W. Ma och T.N. Ho. Gentiana hirsuta ingår i släktet gentianor, och familjen gentianaväxter. Inga underarter finns listade i Catalogue of Life.